# Cenk Gönen
Cenk Gönen (İzmir, 21 februari 1988) is een Turkse voetballer die dienstdoet als doelman. Hij tekende in augustus 2024 een contract bij Çorluspor 1947. Gönen debuteerde in 2012 in het Turks voetbalelftal.

## Interlandcarrière
Gönen werd in 2008 voor het eerst opgeroepen voor het Turks voetbalelftal, maar mocht zijn debuut pas maken op 24 mei 2012 in een vriendschappelijke wedstrijd tegen Georgië. Hij speelde twee dagen later ook tegen Finland. In beide wedstrijden wist hij de nul niet te behouden. De laatste keer dat hij werd opgeroepen was tijdens de WK-kwalificatie wedstrijden in 2017.